# Haus Gugel

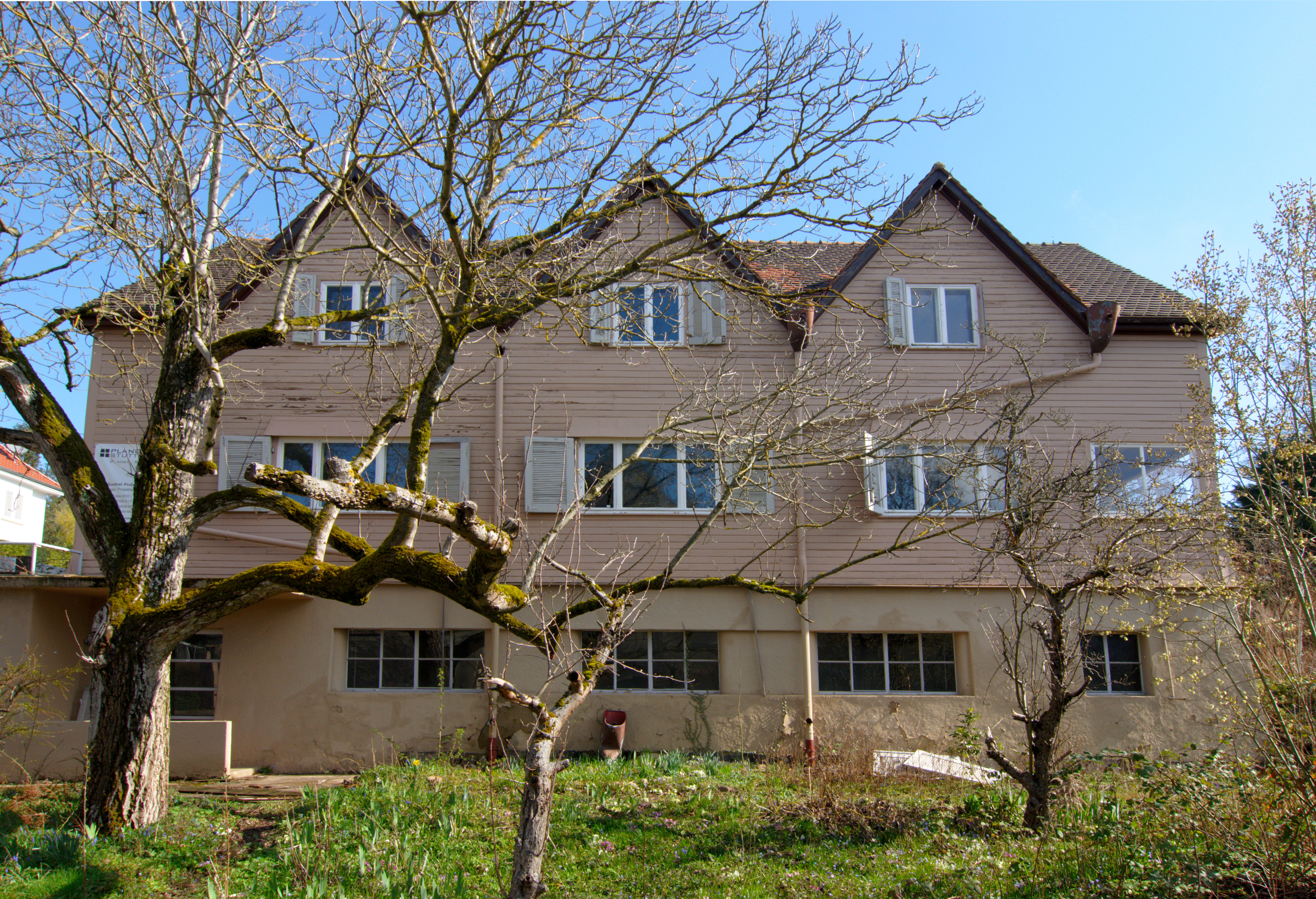
Haus Gugel

Haus Gugel war ein historisches Wohnhaus in Stuttgart.
Das großzügig bemessene Haus lag im Stuttgarter Norden, in Halbhöhenlage unweit des Kräherwaldes. Der Reichsbahn-Oberrat Christian Gugel ließ es 1927 errichten. Der Architekt Hans Zimmermann konstruierte es in der damals neuartigen Holz-Fertigbauweise. Produziert wurde es von der sächsischen Firma Christoph & Unmack. Das Haus sei, so die Landesdenkmalpflegerin Edeltrut Geiger-Schmidt, von Ideen des Neuen Bauens beeinflusst. Im Inneren zieren textile Wandbespannungen das Wohn- und das Esszimmer. Andere Zimmer sind ganz mit Holz verkleidet und mit feinen Parkettfußböden ausgestattet. Zimmerdecken sind mit expressionistischem Dekor verziert. Die Ausstattung sei „außergewöhnlich gut und vollständig“, so die Landesdenkmalpflegerin.
In den 1980er Jahren erfassten die Denkmalbehörden die Häuser der 1920er Jahre in Stuttgart. Dabei wurde das Haus Gugel übersehen. 2013 verkaufte ein Erbe das Haus an die Stuttgarter Firma Planquadrat. Erst danach wiesen Nachbarn die Denkmalschützer auf das Gebäude hin. Das Haus wurde dann als Kulturdenkmal ausgezeichnet. Planquadrat besaß jedoch einen schriftlichen Bescheid der Stadtverwaltung, dass der Erhalt des Gebäudes wirtschaftlich nicht zumutbar sei. So genehmigte die Baubehörde im Februar 2015 einen Antrag der Firma, ein neues Mehrfamilienhaus anstelle des Hauses Gugel zu errichten. Nach einer historischen Baudokumentation wurde das Gebäude abgerissen.
Unterdessen suchte die Denkmalbehörde nach einem Investor, der bereit ist, einen Platz zur Verfügung zu stellen, um das Haus ab- und an dieser Stelle wieder aufbauen zu lassen. Das Haus selbst bekäme dieser Investor geschenkt; jedoch wäre der Erhalt mit hohen Kosten verbunden. Dazu kam es jedoch nicht.